# 児玉更太郎
児玉 更太郎（こだま こうたろう、1934年〈昭和9年〉3月21日 - ）は、日本の政治家、初代広島県安芸高田市長（1期）。

## 来歴
広島県高田郡高宮町（現・安芸高田市）出身。鳥取大学農学部卒。高校講師や来原農協専務理事、郡農協支所長を歴任した。1969年（昭和44年）高宮町議会議員に当選して、3期務める。その間、1978年（昭和53年）に同議長に就任した。1980年（昭和55年）高宮町長に当選。高宮町議時代から地域振興会の活動に取り組む。高宮町長を6期務めた。2004年（平成16年）、高田郡全域の6町が合併し、安芸高田市が発足。合併後の市長選挙に立候補し無投票で当選した。同年4月18日に就任した。市長は1期務め、2008年（平成20年）4月17日に退任した。このほか全国町村会副会長や広島県町村会長を務めた。

## 親族
- 息子 - 児玉浩（広島県議会議員（第109代副議長）、第3代安芸高田市長）

## 書籍
- 自治総研ブックレット11 自治に人あり（3）高宮町・地域振興会方式と町長・児玉更太郎（2011年5月1日、公人社）話し手：児玉更太郎  ISBN 978-4861620782